# 杉民治
杉 民治（すぎ みんじ）は、江戸時代末期（幕末）の長州藩士、明治時代の政治家、教育家。
諱は修道。吉田松陰の兄として知られる。杉道助は次女滝子の子。長男吉田小太郎と長女豊子の夫玉木正誼は萩の乱で戦死。三女道子の養子に吉田庫三。

## 経歴
長州藩士・杉常道（百合之助）の長男として、長門国萩の松本村に生まれる。幼少期は弟・寅次郎（松陰）とともに父や叔父・玉木文之進に師事し、のち玉木の松下村塾や藩校・明倫館で学んだ。
嘉永6年（1853年）江戸湾警備のために相模国へ出張するが、翌安政元年（1854年）松陰の黒船密航未遂事件に関連して帰国し、郡奉行所勤務となった。しかし安政6年（1859年）安政の大獄で捕縛された松陰に連座して免職となった。
万延元年（1860年）杉家を相続して再び藩に出仕。文久3年（1863年）御蔵元役所本締役となる。慶応元年（1865年）東光寺組を結成し、手廻組として藩の革新派に加わった。同年、民政方御用掛、明治元年（1868年）当島宰判と浜崎宰判の民政主事助役を担当。その労を称して藩主の毛利敬親より「民治」の名を与えられた。明治4年（1871年）の廃藩置県の後は山口県権典事となって、明治11年（1878年）まで旧長州藩領の治政に携わった。
明治13年（1880年）頃には松下村塾を再興。また修善女学校の校長となって子女教育にも邁進した。
杉家の旧蔵書35点は、萩市立図書館が所蔵している。

## 登場する作品
- 『花神』 - 1977年、NHK総合、演：小野泰次郎
- 『花燃ゆ』 - 2015年、NHK総合、演：原田泰造